# Kẻ thù trước cổng
Kẻ thù trước cổng (tựa tiếng Anh: Enemy at the Gates) là một bộ phim hành động - chiến tranh - tâm lý Mỹ của đạo diễn Jean-Jacques Annaud thực hiện, được phát hành vào năm 2001. Chuyện phim tái hiện những chiến công của xạ thủ huyền thoại Vasily Grigoryevich Zaytsev - anh hùng của quân đội Liên Xô trong trận đánh Stalingrad (năm 1942). Tuy nhiên, bộ phim đã bị dư luận Nga chỉ trích gay gắt vì có những tình tiết bóp méo lịch sử trong phim.

## Nội dung
Bộ phim kể về cuộc chiến giữa hai tay bắn tỉa của Liên Xô và Đức trong thành phố Stalingrad đổ nát năm 1942 - Đội trưởng đội bắn tỉa Liên Xô Vasily Grigoryevich Zaitsev và Thiếu tá Erwin König.
Vasily Zaitsev là một thợ săn chó sói vùng núi Ural khi còn là một đứa trẻ, cậu được ông nội dạy bắn súng. Khi lớn lên, Zaitsev gia nhập Hồng Quân Liên Xô. Tháng 9 năm 1942, đơn vị của Zaitsev được lệnh tới Stalingrad - chốt chặn đường tiến quân xuống phía Nam của phát xít Đức. Ở trên tàu lửa, chàng lính trẻ quen một thiếu nữ tóc đen xinh đẹp tên là Tania.
Đơn vị của Zaitsev bước vào trận đánh đầu tiên với một mệnh lệnh tối cao: không được rút lui. Tất cả những binh lính bỏ trận địa sẽ bị chỉ huy xử tử tại chỗ. Lực lượng Hồng Quân được lệnh chiến đấu theo cặp, trong đó một người được phát súng trường, còn người kia chỉ cầm theo đạn. Nếu người cầm súng hy sinh, người cầm đạn sẽ lấy súng để tiếp tục chiến đấu. Do không được trang bị đầy đủ như quân Đức nên thương vong của Hồng Quân lớn hơn đối phương rất nhiều. Trong trận đánh, Zaitsev đã kết bạn với một chính trị viên trẻ là Danilov. Zaitsev chỉ có một khẩu súng trường Mosin Nagant và 5 viên đạn nhưng anh đã giết được cả năm tên lính Đức bên đường. Chứng kiến tài năng của Zaitsev, Danilov đã đề cử Zaitsev lên làm đội trưởng đội bắn tỉa.
Khi tướng Nikita Khrushchev tới Stalingrad để chỉ huy việc bảo vệ thành phố, ông đã gặp mặt tất cả các sĩ quan chính trị. Nhờ có sự giới thiệu của Danilov nên đích thân Khrushchev ra lệnh cho Zaitsev gia nhập vào lực lượng bắn tỉa của Hồng Quân, mục tiêu chính của Zaitsev là các sĩ quan cấp cao của Đức. Những tay súng bắn tỉa của Hồng Quân gây thương vong to lớn cho quân phát xít, riêng cái tên Zaitsev trở thành nỗi ám ảnh của giới sĩ quan. Trước tình hình đó, Bộ chỉ huy Đức phái Thiếu tá Erwin König - xạ thủ bắn tỉa nổi tiếng - tới Stalingrad để đối phó với lính bắn tỉa của đối phương. Ngay khi tới nơi, König gặp Thống chế Friedrich Paulus để thảo luận tình hình, König hứa sẽ tiêu diệt Zaitsev trước Giáng Sinh.
Trong khi Zaitsev hạ sát quân Đức một cách đều đặn thì König cũng lần lượt giết hết bạn bè của Zaitsev như Koulikov, Ludmilla và Volodya. Bản thân Zaitsev cũng suýt nữa trở thành nạn nhân của König nếu không nhờ sự may mắn. Cuộc đối đầu cuối cùng giữa Zaitsev và König diễn ra tại ga xe lửa. Nhờ có sự hy sinh của Danilov, Zaitsev cũng hạ được König. Bộ phim kết thúc với cảnh Zaitsev và Tania đoàn tụ sau khi Hồng Quân thắng trận Stalingrad vào năm 1943.

## Diễn viên
- Jude Law vai Vasily Grigoryevich Zaytsev
- Rachel Weisz vai Tania Chernova
- Joseph Fiennes vai Danilov
- Bob Hoskins vai Tổng bí thư Nikita Khrushchev
- Ed Harris vai Thiếu tá Erwin König
- Matthias Habich vai Thống chế Friedrich Paulus
- Eva Mattes vai Bà Filipov
- Gabriel Thomson vai Sacha Filipov
- Ron Perlman vai Koulikov
- Sophie Rois vai Ludmilla
- Ivan Shvedoff vai Volodya
- Mikhail Matveev vai Ông nội của Zaitsev
- Alexander Schwan vai Zaitsev lúc nhỏ

## Hình ảnh nhân vật
Vasily Zaitsev là nhân vật có thật trong lịch sử. Trong cuộc chiến Stalingrad, với vai trò là xạ thủ bắn tỉa, anh đã tiêu diệt được 242 binh lính và sĩ quan Đức. Khi chiến sự đang diễn ra ác liệt, thành tích của anh được đưa lên báo để cổ vũ tinh thần binh lính Liên Xô. Sau khi cuộc chiến kết thúc, anh được phong danh hiệu Anh hùng và được tặng thưởng nhiều huân chương.
Bộ phim được đặt tên theo cuốn tiểu thuyết "Enemy at the Gates: The Battle for Stalingrad" (1973) của nhà văn William Craig, người đã dày công tìm hiểu về cuộc đời của người anh hùng Vasily Zaitsev.
Phần lớn nhân vật trong phim được xây dựng dựa trên những con người có thật, nhưng tình tiết phần lớn là dựa theo tiểu thuyết, bao gồm cuộc đối đầu trực tiếp giữa Zaitsev và König. Theo một số nghiên cứu hiện đại, không có tư liệu nào cho thấy một trận đọ súng như vậy từng diễn ra. Tuy nhiên, các cựu chiến binh tại Stalingrad hồi đó kể cho nhau nghe về cuộc đối đầu giữa Zaitsev và Đại tá Heinz Thorvald - xạ thủ nổi tiếng nhất của quân Đức lúc bấy giờ. Sau khi Heinz Thorvald bị bắn hạ, Bộ chỉ huy quân Đức tuyên bố người chết là một Thiếu tá tên Erwin König chứ không phải xạ thủ Heinz Thorvald huyền thoại, họ làm như vậy để tránh gây dao động tư tưởng của binh lính Đức.
Zaitsev ghi trong hồi ký của mình rằng ông từng tham dự một cuộc đấu tay đôi kéo dài ba ngày ở Stalingrad với xạ thủ bắn tỉa hàng đầu của Đức. Anh cho rằng đó là thiếu tá Erwin Konig, người đứng đầu một trường bắn tỉa gần Berlin. Nhà sử học người Anh Frank Ellis đã nhận thấy câu chuyện này nhiều lỗ hổng. Đầu tiên, người Đức không có lưu thông tin gì về việc Thiếu tá Konig từng tồn tại. Quân Đức cũng không có trường bắn tỉa ở Berlin vào năm 1942 hoặc 1943, khi trận Stalingrad diễn ra. Ellis cũng lưu ý rằng trong khi Zaitsev thường ghi ngày cụ thể cho các sự kiện trong cuốn sách của mình, không có ngày được ghi về thời điểm anh ta giết Konig. Zaitsev mô tả việc giết Konig vào buổi chiều, khi ánh sáng mặt trời làm ống ngắm của Đức loé sáng. Nhưng để điều đó xảy ra, Konig phải hướng về phía tây khi mặt trời lặn, mặc dù các phòng tuyến của quân Đức đang hướng về phía đông. Nhà sử học Sir Antony Beevor nói rằng ông đã tìm thấy trong kho lưu trữ của Bộ Quốc phòng Nga rằng toàn bộ câu chuyện về cuộc đấu súng bắn tỉa - từng được miêu tả trong bộ phim Enemy at the Gates chỉ là một câu chuyện tuyên truyền khéo léo của Liên Xô. Đúng là Zaitsev đã hạ nhiều xạ thủ bắn tỉa Đức, nhưng không có ai trong đó phù hợp với mô tả về Erwin König.

## Tiếp thu
Màn chơi "Vendetta" (tiếng Ý: báo thù) trong trò chơi Call of Duty: World at War vay mượn một số tình tiết trong phim Kẻ thù trước cổng.

## Chỉ trích
Nhiều chi tiết trong phim bị khán giả Nga chỉ trích vì đã mô tả không trung thực lịch sử:
- Trong phim, Zaitsev bị điều đến mặt trận Stalingrad khi là một tân binh chưa qua huấn luyện. Thực tế, Vasily đã gia nhập lực lượng Hải quân Liên bang Xô Viết tại Vladivostok từ năm 1937 và đã trải qua huấn luyện bắn súng nhiều năm. Ông cũng tình nguyện đến Stalingrad chiến đấu chứ không phải bị điều đến.
- Sau khi lên bờ, đơn vị của Zaitsev chỉ được phát 1 súng cho 2 người. Thực tế không có chuyện đó, các đơn vị Liên Xô trước khi vượt sông đều đã được trang bị đầy đủ, với ít nhất 1 súng và 2 lựu đạn cho mỗi người.
- Trong cuộc tấn công, những lính Liên Xô bỏ chạy đều bị đơn vị chặn hậu phía sau bắn chết. Đây là chi tiết bị khán giả Nga phê phán dữ dội nhất. Thực tế, các đơn vị chặn hậu chỉ có nhiệm vụ bắt giữ lính bỏ chạy hoặc bắn chỉ thiên để trấn an tinh thần họ rồi đưa trở lại chiến tuyến, không có chuyện họ được phép nổ súng giết đồng đội.
- Giữa chiến trường ác liệt, các chỉ huy Liên Xô vẫn có thể tổ chức một bữa tiệc thịnh soạn trong 1 tòa nhà lớn với đèn thắp sáng choang để giới thiệu Zaitsev với hàng chục nhà báo. Đây là chi tiết bị coi là lố bịch, bởi một hành động như vậy sẽ tự biến họ thành mục tiêu nhắm bắn cho không quân và pháo binh Đức.
- Trong phim, Zaitsev và Tania cưới nhau sau khi cuộc chiến Stalingrad kết thúc, nhưng thực tế không phải như vậy. Khi cuộc chiến kết thúc, cả hai đều nhận được tin người kia đã chết. Mãi tới nhiều năm sau đó Tania mới biết rằng Zaitsev vẫn còn sống, nhưng lúc đó anh đã kết hôn.

## Nhạc phim
| STT              | Nhan đề                            | Nhạc sĩ          | Thời lượng |
| ---------------- | ---------------------------------- | ---------------- | ---------- |
| 1.               | "The River Crossing to Stalingrad" | James Horner     | 15:13      |
| 2.               | "The Hunter Becomes the Hunted"    | James Horner     | 5:53       |
| 3.               | "Vassili's Fame Spreads"           | James Horner     | 3:40       |
| 4.               | "Koulikov"                         | James Horner     | 5:13       |
| 5.               | "The Dream"                        | James Horner     | 2:35       |
| 6.               | "Bitter News"                      | James Horner     | 2:38       |
| 7.               | "The Tractor Factory"              | James Horner     | 6:43       |
| 8.               | "A Sniper's War"                   | James Horner     | 3:25       |
| 9.               | "Sacha's Risk"                     | James Horner     | 5:37       |
| 10.              | "Betrayal"                         | James Horner     | 11:28      |
| 11.              | "Danilov's Confession"             | James Horner     | 7:13       |
| 12.              | "Tania (End Credits)"              | James Horner     | 6:53       |
| Tổng thời lượng: | Tổng thời lượng:                   | Tổng thời lượng: | 76:31      |